# 1128 Astrid
1128 Astrid is een planetoïde in een baan rond de zon. Ongeveer 35 kilometer in diameter. De baan rond de zon duurt 5 jaar. De planetoïde werd ontdekt door Eugène Joseph Delporte in Ukkel, België op 10 maart 1929. Hij vernoemde ze naar H.M. Astrid, Koningin der Belgen. De voorlopige aanduiding was 1929 EB. Ze maakt deel uit van de Astridfamilie, die naar deze planetoïde vernoemd werd.